# Syngamia falsidicalis
Syngamia falsidicalis là một loài bướm đêm trong họ Crambidae.